# Ханс Хауболд фон Айнзидел
Ханс Хауболд фон Айнзидел (на немски: Hans Haubold von Einsiedel; * 17 август 1654, Волкенбург; † 1 октомври 1700, Герздорф, днес част от Щригистал в Саксония) от саксонския благороднически род Айнзидел, е дворцов чиновник в Курфюрство Саксония. Той е кралски-полски и кур-саксонски камерхер, маршал на принц Йохан Георг Саксонски (1689), главен дворцов майстер на княгиня Анна София Датска, вдовицата на курфюрст Йохан Георг III Саксонски, накрая таен съветник в Дрезден.

## Биография
Той е син на Рудолф Хауболд фон Айнзидел (1616 – 1654) и съпругата му Агнес фон Шьонберг. Баща му умира малко преди раждането му.
Внук е на Хайнрих Хилдебранд фон Айнзидел (1586 – 1651) и Анна София фон Поникау. Правнук е на Хауболд фон Айнзидел и Агнес фон Шьонфелд.
Ханс Хауболд се жени на 17 февруари 1689 г. за Анна София фон Румор (* 1671; † 17 април 1725, Дрезден), която след смъртта му е регентка на синът им до неговото пълнолетие и управлява имотите. Те живеят в Дрезден. Нейният баща ѝ построява през 1705 – 1708 г. като вдовишка резиденция дворец Опург в Тюрингия. Тя купува през 1704 г. мини.

## Деца
Ханс Хауболд и Анна София имат децата:
- син
- Анна София фон Айнзидел
- Йохан Георг фон Айнзидел (* 24 май 1692, Дрезден; † 17 януари 1760, Байройт), от 1745 г. имперски граф, женен I. за Елеонора фон Шьонберг, II. на 4 ноември 1720 г. в Дрезден за графиня Шарлота фон Флеминг (* 25 март 1704; † 21 ноември 1758, Плауен, Фогтланд)
- Кайус Рудолф Хауболд фон Айнзидел (* 9 май 1693, Волкенбург; † 1730), курсаксонски-полски камерхер
- Анна София фон Айнзидел (* 29 март 1694; † 1754), омъжена за граф Йохан Фридрих Карл Бозе
- Вилхелмина Ернестина фон Айнзидел (* 1695; † 1737), омъжена за Адам Фридрих фон Шьонберг
- Детлев Хайнрих фон Айнзидел (* 9 октомври 1698, Дрезден; † 5 март 1746), курсаксонски-полски камерхер и господар на господството Зайденберг, няма мъжики наследници